# 秋ゆく街で
『秋ゆく街で ⁄ オフ・コース・ライヴ・イン・コンサート』（あきゆくまちで オフ・コース・ライヴ・イン・コンサート）は、1974年12月20日に発売されたオフコース（当時の表記はオフ・コース）通算1作目のライブ・アルバム。

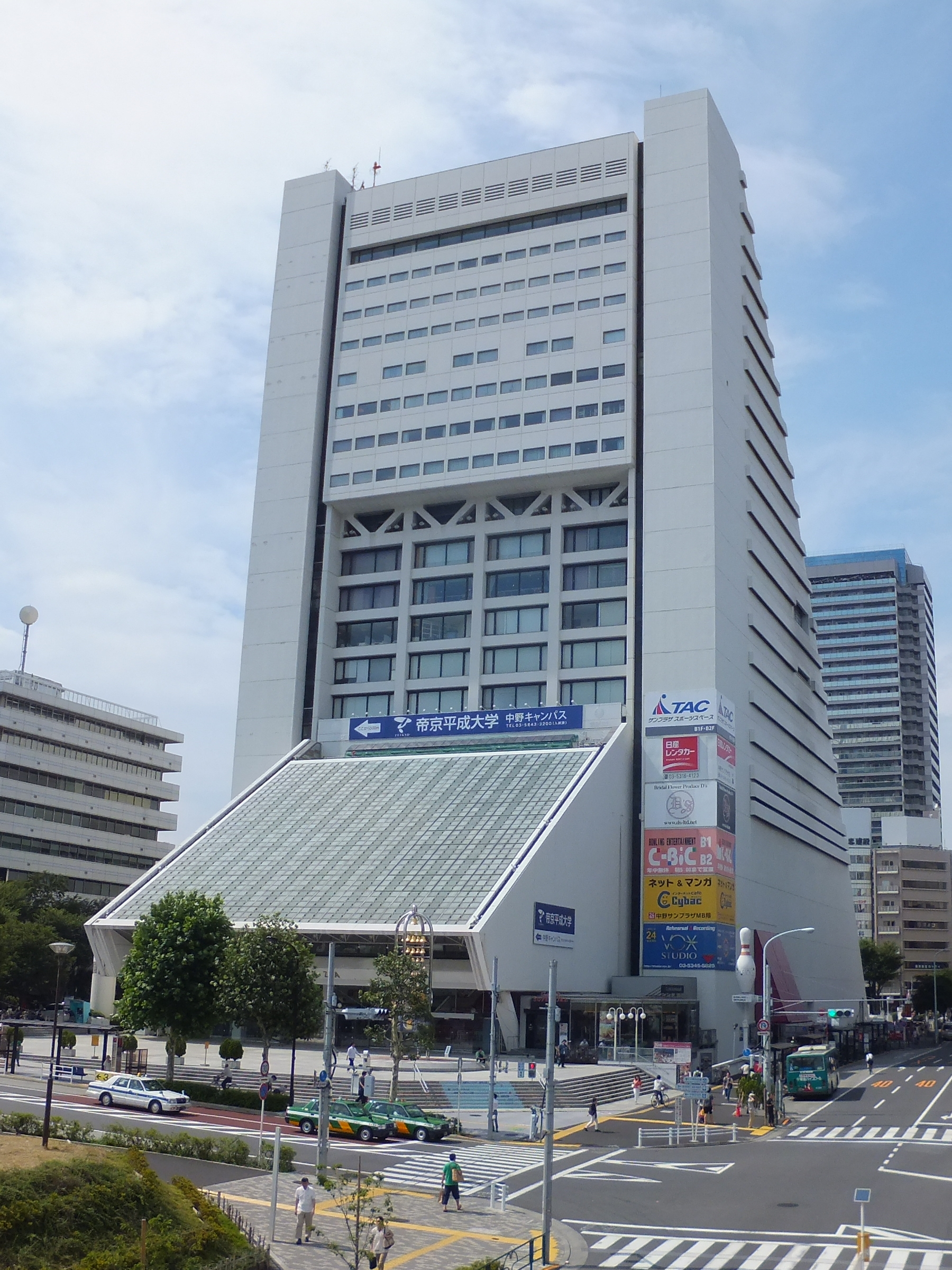
会場の中野サンプラザ（撮影）

## 解説
本作は1974年10月26日中野サンプラザで行われたリサイタル“秋ゆく街で”を収録した、ライブ・アルバム。
5月のセカンド・コンサートを終えた後、サブミュージックを支えるために不本意な仕事を余儀なくされる彼らを、早く次の段階へ進めたかったマネージャー上野博は、「ここまで来たらサンプラザしかない」と思ったという。上野は「ここまで来たら、もうサンプラザしかないやろう。青年館に来た800人がひとりずつ友達を連れて来れば1,600人になるんだし、ごく単純に、俺はやるべきだと思った。ところが二人に話したらイヤだって言う。そんなに人が来ない言うてな。説得したら、『じゃあやるけど、その代わりお前必ず人を入れろ。それとバック・ミュージシャンは二枚目のLP作った時のメンバーをそのまま揃えて、弦も入れる』って言うわけだ。俺も言い出した手前、了解しないわけにはいかなくなって約束したけど、経費はかかるし金はないし、どうしよう思ったわ」という。上野は東芝EMIに話を持ちかけ、この日のコンサートをライブ・レコーディングすることで総経費を負担させる。ミュージカル・ステーションの力を借りて会場を押さえ、企画は具現化していった。各方面のスタッフとも打ち合わせを重ね、曲順や構成を決めるのに初めて人の意見を交えた。9月15日にチケットが発売され、初めてポスターが作られ、駅や街に貼られた。音楽関係者宛に招待状が送られた。その結果、チケットは1,542枚売れ、雑誌やラジオ番組の招待客を加えて当日はサンプラザに大勢の人が集まった。このコンサートを作るには大勢の力を必要とした。その結果、舞台は空間を生かすように飾られ、17人のミュージシャンが演奏を助け、小田・鈴木の挙動を指示する台本も用意された。それら総ては、今までのコンサートとは違う、中野サンプラザでのコンサートに相応しいように作られた。
当日は彼ら自身のオリジナルのほか、カヴァー曲も多数披露された。A-1「WHAT'S GOING ON」はソウル・ミュージック・マニアならではの選曲と思われる鈴木がリード・ヴォーカルをとり、A-2は当時のコンサートで必ず演奏された“外国曲メドレー”。A-3〜5は、オリジナル曲以外で構成された前半のステージで披露された赤い鳥、泉谷しげる、吉田拓郎、小椋佳、斉藤哲夫、井上陽水のカヴァー。曲の紹介には各ミュージシャンの印象などから、アマチュア時代の話。LMC出場での赤い鳥との出会いなどが織り交ぜられた。前半の最後は鈴木・小田が交代で“秋ゆく街で”をテーマに作った曲が披露され、鈴木のA-6「青春」は歌詞が一部書き換えられ、後にアルバム『SONG IS LOVE』に収録された。小田のA-7「秋ゆく街で」では演奏前に「新しい曲を歌うんですが、新しいも新しい、ホヤホヤです。昨日の夜、まだ詞が出来てなくて、メロディーと編曲は出来てたんですが、ラララで歌うわけにもいかないし。お風呂に紙と鉛筆を持って入りましてね。詞ができるまで出るのをやめようと決心して…そうして作った曲です。そのわりには、いい詞が書けました」と話していた。
小田の「今までに何回も、やっていけない。もうやめよう、と思ったことがありました。そういう時にできた曲<水曜日の午後>を聴いて下さい」という言葉に続いて後半のステージ最初に演奏されたB-1「水曜日の午後」は、オリジナル・アルバムでの小田と鈴木のデュエットに対し、ここでは鈴木がメイン・ボーカルで、小田はコーラスを担当している。後半はオリジナル・アルバム未収録のB-4「白い帽子」とB-6「キリストは来ないだろう」を含む、オリジナル曲を中心に全部で15曲。小さいステージで演奏し慣れた曲が、レコードと同じアレンジでの初めてのライヴだった。バック・ミュージシャンとの練習が何日も重ねられたわけではなく、演奏のミスも何か所かあった。小田は「また、この歌に辿り着いてしまったんですけれども…」と、それだけ言うと、次の言葉が出てこなかった。その時、ひとりの観客が客席からステージに歩み寄り、舞台に花束を置き「オフコース万歳!」と大声で言った。緊張の中でのこのひとことが、大きな拍手を沸かせた。小田は挨拶を続けようとしたが「横浜でコンサートをした時からずいぶん長い足跡だったんですけれども…本当にこんな大きなところで…」と、ここまで言うのがやっとだった。鈴木が後を継ぎ「こんな大きなところで、たくさんの人の前で歌えて本当に嬉しいです。それでは、いつもの<でももう花はいらない>を聴いて下さい」という言葉に続いてB-7「でももう花はいらない」が演奏され、クレジットはないが「WHAT'S GOING ON」がメンバー紹介のためのリプライズとして、続けて演奏されている。アンコールで演奏されたB-8「僕の贈りもの」では1番2番と歌うところを、1番で小田が途中で間違えて2番の歌詞を歌ってしまい、客席から笑いが起こった。
この日のコンサートについて、鈴木は「感激だった。私には泣けなかったのだが最後に小田と握手した時は、本当にこいつと一緒にやってきてよかったと思った。このリサイタルは我々の今日までやってきたことの総集、総まとめであったと思っている。つまり僕たちの音楽の第一期の終了ぐらいの意味合いを考えている。もっと音楽に幅を持ちたい。今までのものだと新鮮さに欠けるような気がしてはがゆい。新鮮さというのは、おそらくオフコースらしさをもっと出すこと。それが他人の持てない個性的なものになり得るんじゃないか、そこでもう一度、もっと自分を見つめ直そうなんて考えている」とし、小田は「構成や練習時間等に関する不満は、どうしても解消できなかったし、例によって声の調子も最高というわけにはゆかなかった。でも、兎に角終わった時点では、みんなも喜んでくれたし、本当に心から、さぁ、これからだという気持ちになれました。今更、コンサートは素晴らしいものだとか、コンサート活動こそ云々というような感慨はないけれど、曲を一つ創った時と同じような比重で、自分の足跡として、礎となってゆくのだと思う」と、それぞれ振り返っていた。
このコンサートの直前に発売されたシングル「忘れ雪」は、自分達が望んでリリースした曲ではないとしてこの日、歌われなかった。この一件が原因で以前からオフコースの2人と折り合いが合わなかったプロデューサーの橋場正敏はオフコースのプロデューサーを喧嘩別れの形で降りることになり、そのことが後に、武藤敏史へのプロデューサー交代につながった。

## 収録曲

### SIDE A
1. WHAT'S GOING ON (3'52")
A.Cleaveland・M.Gaye・R.Benson
2. MEDLEY： (5'58")
  1. YOUR SONG
E.John・B.Taupin
  2. WHERE IS THE LOVE
R.MacDonald・W.Salter
  3. YOU MAKE ME FEEL BRAND NEW
T.Bell・L.Creed
  4. YOU ARE EVERYTHING
T.Bell・L.Creed
  5. I WON'T A LAST DAY WITHOUT YOU
P.Williams・R.Nichols
  6. HOLIDAYS
M.Polnareff・J.L.Dabadie
  7. ALONE AGAIN (NATURALLY)
G.O'Sullivan
  8. TICKET TO RIDE
J.lennon・P.McCartney
  9. SOMETHING
G.Harrison
  10. ALL YOU NEED IS LOVE
J.lennon・P.McCartney
  11. WHAT THE WORLD NEEDS NOW IS LOVE
H.David・B.Bachrach
3. 竹田の子守唄 (2'09")
民謡
4. 白い一日 (3'07")
作詞：小椋佳、作曲：井上陽水
5. メドレー： (7'25")
  1. 悩み多き者よ
作詞・作曲：斉藤哲夫
  2. 傘がない
作詞・作曲：井上陽水
6. 青春 (2'44")
作詞・作曲：鈴木康博
7. 秋ゆく街で (3'07")
作詞・作曲：小田和正

### SIDE B
1. 水曜日の午後 (2'45")
作詞・作曲：小田和正
2. 僕の贈りもの (1'59")
作詞・作曲：小田和正
3. のがすなチャンスを (2'32")
作詞・作曲：鈴木康博
4. 白い帽子 (3'01")
作詞・作曲：鈴木康博
5. 別れの情景(I) (3'16")
作詞・作曲：小田和正
6. キリストは来ないだろう (3'10")
作詞・作曲：小田和正
7. でももう花はいらない (6'38")
作詞・作曲：鈴木康博
8. アンコール：僕の贈りもの (2'56")
作詞・作曲：小田和正

歌：オフ・コース
1974年10月26日中野サン・プラザでライヴ・レコーディング

## クレジット
| Musicians :                          | 村上秀一                            | ······ | Drums                                              |
| Musicians :                          | 森理                                | ······ | Bass                                               |
| Musicians :                          | 大村憲司                            | ······ | Electric Guitar                                    |
| Musicians :                          | 羽田健太郎                          | ······ | - Piano / Organ / - Fender Piano / Conductor       |
| Musicians :                          | 鈴木康博                            | ······ | Acoustic Guitar / Vocal                            |
| Musicians :                          | 小田和正                            | ······ | - Piano / Fender Piano / - Acoustic Guitar / Vocal |
| Musicians :                          | 川原直美                            | ······ | Percussions                                        |
| Musicians :                          | 他に新室内楽協会・ストリングス 12名 |        |                                                    |
|                                      |                                     |        |                                                    |
| Staging :                            | 金子洋明                            | ······ | Producer （ミュージカル・ステーション）            |
| Staging :                            | 遠田寛昭                            | ······ | Director （ミュージカル・ステーション）            |
| Staging :                            | 上野博                              | ······ | Director （サブ・ミュージック）                    |
| Staging :                            | 鳥羽清                              | ······ | PA・Mixing                                         |
| Staging :                            | ライト・オープン                    | ······ | Lighting                                           |
|                                      |                                     |        |                                                    |
| Recording :                          | 橋場正敏                            | ······ | Producer                                           |
| Recording :                          | 小菅憲一                            | ······ | - Location Engineer - Re-Mix Engineer              |
| Recording :                          | 松原一                              | ······ | Location Staff                                     |
| Recording :                          | 佐々木義勝                          | ······ | Location Staff                                     |
| Recording :                          | 関口倫正                            | ······ | Location Staff                                     |
|                                      |                                     |        |                                                    |
| M.C.I. 16 Tracks Tape Recorder Used. |                                     |        |                                                    |

## TOCT-25633, TOCT-95033

### 解説
2005年、レコード・デビュー35周年にあわせ“オリジナル・アルバム15タイトル紙ジャケット・シリーズ”としてエキスプレス・レーベル在籍中のオリジナル作品がリイシュー。24ビット・デジタル・リマスタリング、オリジナルLP装丁を復刻した紙ジャケット仕様にてリリースされた。2009年にはSHM-CDフォーマット、通常のプラ・ケース仕様で再発された。

### 収録曲
1. WHAT'S GOING ON
2. MEDLEY:
  1. YOUR SONG
  2. WHERE IS THE LOVE
  3. YOU MAKE ME FEEL BRAND NEW
  4. YOU ARE EVERYTHING
  5. I WON'T A LAST DAY WITHOUT YOU
  6. HOLIDAYS
  7. ALONE AGAIN (NATURALLY)
  8. TICKET TO RIDE
  9. SOMETHING
  10. ALL YOU NEED IS LOVE
  11. WHAT THE WORLD NEEDS NOW IS LOVE
3. 竹田の子守唄
4. 白い一日
5. メドレー
  1. 悩み多き者よ
  2. 傘がない
6. 青春
7. 秋ゆく街で
8. 水曜日の午後
9. 僕の贈りもの
10. のがすなチャンスを
11. 白い帽子
12. 別れの情景(I)
13. キリストは来ないだろう
14. でももう花はいらない
15. アンコール：僕の贈りもの

### クレジット
- リマスタリング・エンジニア：行方洋一
- ジャケット資料協力：喜多雅美 (サウンドステーション)
- ライナーノーツ：田家秀樹

## 「秋ゆく街で」コンサート・データ
| 日付 | 1974年10月26日 |
| 会場 | 中野サンプラザ |
| 開場 | 16:00 |
| 主催 | サブ・ミュージック |
| 制作 | - サブ・ミュージック - ミュージカル・ステーション |
| 後援 | 東芝EMI |
| 曲目 | - WHAT'S GOING ON* - 〜MEDLEY - （YOUR SONG - 〜WHERE IS THE LOVE - 〜YOU MAKE ME FEEL BRAND NEW - 〜YOU ARE EVERYTHING - 〜I WON'T A LAST DAY WITHOUT YOU - 〜HOLIDAYS - 〜ALONE AGAIN (NATURALLY) - 〜TICKET TO RIDE - 〜SOMETHING - 〜ALL YOU NEED IS LOVE - 〜WHAT THE WORLD NEEDS NOW IS LOVE）* - 〜竹田の子守唄* - 〜春夏秋冬 - 〜今日までそして明日から - 〜白い一日* - 〜悲しくてやりきれない - 〜メドレー（悩み多き者よ〜傘がない）* - 〜青春* - 〜秋ゆく街で* - 〜里の秋 - 〜水曜日の午後* - 〜僕の贈りもの* - 〜新しい門出 - 〜よみがえるひととき - 〜すきま風 - 〜はたちの頃 - 〜さわやかな朝をむかえるために - 〜のがすなチャンスを* - 〜白い帽子* - 〜別れの情景(I)* - 〜もう歌は作れない - 〜ほんの少しの間だけ - 〜地球は狭くなりました - 〜キリストは来ないだろう* - 〜でももう花はいらない* - 〜WHAT'S GOING ON* - 〜アンコール：僕の贈りもの* * : アルバム収録曲 |

## リリース履歴
| #  | 発売日         | リリース                                 | 規格      | 品番       | 備考 |
| -- | -------------- | ---------------------------------------- | --------- | ---------- | --- |
| 1  | 1974年12月20日 | エキスプレス ⁄ 東芝EMI                   | LP        | ETP-72024  | |
| 2  | 1979年         | エキスプレス ⁄ 東芝EMI                   | CT        | ZT25-324   | |
| 3  | 1987年7月5日   | エキスプレス ⁄ 東芝EMI                   | CD        | CA25-148   | オリジナル・アルバム+ボーナス・ディスクの12枚組CD-BOX『OFF COURSE BOX』(CA25-1480~1490)の中の1枚。初CD化（以降全てアーティスト非監修による再発）。                                                                                       |
| 3  | 1987年7月5日   | エキスプレス ⁄ 東芝EMI                   | CT        | ZH22-1852  | オリジナル・アルバム+ボーナス・カセットの12本組カセットBOX『OFF COURSE BOX』(ZH22-1850-60)の中の1本。 |
| 4  | 1989年5月31日  | エキスプレス ⁄ 東芝EMI                   | CD        | CT28-5471  | |
| 5  | 1993年11月24日 | エキスプレス ⁄ 東芝EMI                   | CD        | TOCT-8207  | 音蔵シリーズでの再発。 |
| 6  | 1998年2月25日  | エキスプレス ⁄ 東芝EMI                   | CD        | TOCT-10097 | Q盤シリーズでの再発。 |
| 7  | 1998年11月18日 | エキスプレス ⁄ 東芝EMI                   | CD        | TOCT-10553 | オリジナル・アルバム+ライブ・アルバム全13タイトルの14枚組CD-BOX『OFF COURSE BOX』(TOCT-10542~55)の中の1枚。 |
| 8  | 2001年6月27日  | エキスプレス ⁄ 東芝EMI                   | CD        | TOCT-10773 | スーパーリマスタリングシリーズでの再発。 |
| 9  | 2005年3月24日  | エキスプレス ⁄ 東芝EMI                   | CD        | TOCT-25633 | 紙ジャケット仕様。24ビット・デジタル・リマスタリング音源による再発。 |
| 10 | 2009年1月21日  | エキスプレス ⁄ EMIミュージック・ジャパン | SHM-CD    | TOCT-95033 | |
| 11 | 2019年9月25日  | UNIVERSAL MUSIC JAPAN                    | MQA/UHQCD | UPCY-40036 | 【ハイレゾCD名盤シリーズ オフコース編】の1枚。オリジナル・アナログ・テープを基にした2015年192kHz/24bitマスターを176.4kHz/24bitに変換して収録。グリーン・カラー・レーベルコートによる、生産限定盤。クリアファイル型の帯は付属していない。 |
| 12 | 2020年10月28日 | USM JAPAN / UNIVERSAL MUSIC LLC          | CD        | UPCX-4280  | オリジナル14作品、ライブ2作品、ベスト3作品、サウンドトラック1作品を1BOXに収録した全21枚組CD BOX『コンプリート・アルバム・コレクションCD BOX』(UPCY-9923)の中の1タイトル。12cm紙ジャケット仕様。                                          |